# Hem Schüppel
Horst Ernst Merten „Hem“ Schüppel (* 6. Mai 1923 in Plauen; † 21. August 1987 in Friedrichsdorf) war ein deutscher bildender Künstler und Lyriker. Er war Professor für Ästhetik und Kommunikation in Frankfurt am Main.

## Leben
Nach einem Notabitur 1941 an der Oberschule in Döbeln, wurde er mit 17 Jahren zur Wehrmacht eingezogen und geriet zu Kriegsende bei der Schlacht um Berlin in sowjetische Kriegsgefangenschaft. Herbst 1945 kehrte er aus der Kriegsgefangenschaft zurück und begann ein Studium der Germanistik, Sozialpädagogik und Kunst in Österreich und der Schweiz. Mit 23 Jahren arbeitete Schüppel als Lehrer in der Sowjetischen Besatzungszone und wurde Gründungsmitglied der Liberal-Demokratischen Partei Deutschlands (LDPD) von Sachsen. Im Rahmen dieses politischen Engagements nahm er auf kommunaler Ebene in Döbeln, als auch im Landtag Dresden, deutlich Einfluss, so setzte er sich im Landtag für den Erhalt kulturhistorisch wertvoller Gebäude ein, die durch Verfall oder Abriss bedroht waren. Durch sein Engagement war er von Verfolgung bedroht, floh aber nicht wie viele seiner Parteikollegen der LDPD (u. a. Wolfgang Mischnick) in den Westen und wurde am 17. Januar 1949 gemeinsam mit seinem Bruder Hansulrich von der sowjetischen Besatzungsmacht verhaftet. Als politischer Häftling wurde er schließlich mit 26 Jahren in Potsdam (Lindenstraße“), Bautzen („Gelbes Elend“) und in Halle/Saale (Roter Ochse) wegen „Diversion und Spionage“ inhaftiert, von einem sowjetischen Militärgericht gemäß Artikel 58-6 („Spionage“) und 58-10 („antisowjetische Propaganda“) zum Tode verurteilt und verbrachte ein Jahr in Einzelhaft mit der täglichen Bedrohung der Vollstreckung dieses Todesurteils. 1950 wurde sein Fall erneut verhandelt und Schüppel wurde zu viermal 25 Jahren Zwangsarbeit „begnadigt“ und von Bautzen aus in das sowjetische Arbeitslager Workuta verlegt. Workuta liegt nördlich des Polarkreises im äußersten Norden des Ural und war eine der größten Lagerregionen im sowjetischen Gulagsystem. In drei Schichten arbeiteten die Gefangenen unter primitivsten Bedingungen in den dortigen Kohleschächten. Schüppel arbeitete in den Schächten 9, 10 und 29. Im Schacht 29 erlebte er 1953 den Häftlingsaufstand und den Streik, als sich sechs der 17 Abteilungen des Workuta-Komplexes nach Stalins Tod gegen die Haftbedingungen auflehnten, und wurde Zeuge der blutigen Niederschlagung des Streiks. 
Nach fünf Jahren in Workuta kam er am 12. Oktober 1955 durch die Aufnahme diplomatischer Beziehungen zwischen der Sowjetunion und der BRD, im Zusammenhang mit der Freilassung der Kriegsgefangenen, im Rahmen der Heimkehr der Zehntausend, mit vielen anderen deutschsprachigen politischen Häftlingen frei. 
Nach seiner Haftentlassung siedelte Hem Schüppel sich im Westen an, unterrichtete in einem Dorf in der Nähe von Erbach an der Gütterbacher Schule und gründete eine Familie. Seit 1957 war er verheiratet. 1958 wurde sein Sohn, Ulf Schüppel, 1961 seine Tochter geboren. Sein Neuanfang war geprägt durch Besuche in der Schweiz und Österreich, wo er sich an Pestalozzi- und SOS-Kinderdörfern durch Mitarbeit und Fortbildungen weiterbildete. 
Hem Schüppel, der seit 1968 in Friedrichsdorf im Taunus lebte, war hier als Pädagogischer Leiter der Hessischen Landvolk-Hochschule tätig. Im Jahr 1973 wurde er als Professor für Ästhetik und Kommunikation im Fachbereich Sozialpädagogik an die Fachhochschule Frankfurt am Main berufen. Innovative Projekte in den Fachgebieten Kunstpädagogik und der Gerontologie, wo er sich besonders für skandinavische Projektentwicklungen interessierte, standen im Mittelpunkt seiner Forschung und Lehre.
Seit Mitte der 1960er Jahre fanden zahlreiche Ausstellungen und Lesungen seiner Lyrik im In- und Ausland statt. Seit Anfang der 1974 war er Vorsitzender des Deutschen Künstlerbundes Taunus. 1978 kam sein Lyrikband: „Zeichen geritzt an die Wände der Zeit“ heraus. Gemeinsam mit dem Schauspieler Moritz Stöpel, der seine Lyrik mit Musik untermalte (Piano, Gitarre), fanden zahlreiche Lesungen im In- und Ausland statt. In den 1970er Jahren wurde er mit der Gestaltung eines Töpferbrunnens in Friedrichsdorf beauftragt, dessen Konzeption er in den folgenden Jahren unter Einbeziehung der Bürger übernahm.
Von 1977 bis 1987 war er Mitglied des Freien Deutschen Autorenverband (FDA). In dieser Zeit veröffentlichte er seine Lyrikbände: „Rufzeichen in Taubenblau“, „Mit allen Sinnen spüren“ und gemeinsam mit Cesar Manrique (Gouachen) „Lanzarote, Olivin und Lavawein“. Hem Schüppel war Mitbegründer der Musisch Bildnerischen Werkstatt in Friedrichsdorf. Im Februar 1987 wurde ihm der Verdienstorden der Bundesrepublik Deutschland (Bundesverdienstkreuz) am Bande verliehen. Hem Schüppel verstarb am 21. August 1987.

## Werke
- 1978: Lyrikband „Zeichen geritzt an die Wände der Zeit. Impressionen meiner Welt in vier Aspekten“. Bläschke Verlag, Darmstadt; ISBN 3-87561-745-2.
- 1981: Lyrikband: „rufzeichen in taubenblau“, Bläschke Verlag, Darmstadt; ISBN 3-7053-1421-1.
- 1986: Lyrikband: „Mit allen Sinnen spüren : im Jägerwinkel vor sich Hingedachtes“, Welm-Verlag, Frankfurt/M.; ISBN 392585701X.
- 1986: „Lanzarote, Olivin und Lavawein“. Lyrik von Hem Schüppel, Gouachen von César Manrique, Stuttgart, Zürich; ISBN 3-7630-1635-X.

## Auszeichnungen
- 1987: Verdienstkreuz am Bande der Bundesrepublik Deutschland